# USS Ronquil (SS-396)
Za druga plovila z istim imenom glejte USS Ronquil.
USS Ronquil (SS-396) je bila jurišna podmornica razreda balao v sestavi Vojne mornarice Združenih držav Amerike.
Med drugo svetovno vojno je podmornica opravila 5 bojnih patrulj.
1. julija 1971 so podmornico predali Španiji, kjer so jo preimenovali v SPS Isaac Peral (S-32).